# Joachim Faiguet de Villeneuve
Joachim Faiguet de Villeneuve (* 16. Oktober 1703 in Moncontour; † 10. November 1781 in Neris-les-Bains) war ein französischer Ökonom und Enzyklopädist.

## Leben und Wirken
Faiguet de Villeneuve wurde in eine Familie von Kaufleuten geboren, sein Vater war der Pierre Faiguet, Sieur des Noës (1652–1717) und seine Mutter die Hélène le Clerc (1664–1738).
Zunächst war er Professor für Literatur und unterrichtete in Charenton unweit der französischen Hauptstadt in den Jahren 1745 bis 1748. Er interessierte sich aber bald auch für Fragen der Wirtschaft.
Joachim Faiguet heiratete am 15. September 1756 die Marie Elisabeth Verrouquier de Saint-Argier (1735–1795), die Tochter eines Gendarmen den Marie Jean Baptiste Verrouquier der königlichen Garde, gendarme de la garde du roi. Das Paar hatte insgesamt vier Kinder, von denen zwei Töchter erwachsen wurden. Zwei Tage nach seiner Hochzeit erhielt er die Position eines Schatzmeisters von Frankreich, Trésorier de France in Châlons-sur-Marne.

## Werke (Auswahl)
- Les Fruits de la paix. Par « Mr F**** [Faiguet de Villeneuve] ». Nantes, Gedruckt von N. Verger, 1748.
- Les Fruits de la paix. Signierte Erstausgabe
- Les Fruits de la paix. Idile. Extrait du Mercure de France du mois d’octobre 1748. Zusammen mit A. Melle H***, sur son mariage. Extrait du Mercure de France du mois de janvier 1749. Signé « Faiguet, de Moncontour en Bretagne ». S.l.n.d.
- Discours d’un bon citoyen, sur les moyens de multiplier les forces de l’Etat et d’augmenter la population. Bruxxelles, 1760 (Unsicher ob Joachim Faiguet de Villeneuve der Verfasser ist.)
- L’Économe politique, projet pour enrichir et pour perfectionner l’espèce humaine. [Von J. Faiguet de Villeneuve] Londres ; et Paris, Moreau, 1763
- Mémoire pour la suppression des fêtes. S.l.n.d. [1766]. Signierte Erstausgabe « Faiguet, TDF [= Trésorier de France], de la Société de Bretagne ».
- L’ami des pauvres, ou l’Économe politique… avec deuxx mémoires intéressans sur les maîtrises et sur les fêtes… Unterzeichnet « Faiguet ». Paris, Moreau, 1766, Londres, 1767
- L’entretien de nos troupes, à la décharge de l’Etat. 1769
- Légitimité de l’usure légale, où l’on prouve son utilité ; que les casuistes sont en contradiction avec euxx-mêmes. Monts de piété. Pratique injuste de la poste. Où l’on discute les passages de l’Ancien et du Nouveau Testament sur l’usure, etc. Par « J. Faiguet de Villeneuve ». Amsterdam, Marc-Michel Rey, 1770
- L’utile emploi des religieuxx et des communautés, ou Mémoire politique à l’avantage des habitants de la campagne. Von « J. Faiguet de Villeneuve ». Amsterdam, Marc-Michel Rey, 1770
- Mémoires politiques sur la conduite des finances et sur d’autres objets intéressans. Ouvrage où réunissant les intérêts du Roi et ceuxx des sujets, on propose des moyens pour fournir auxx besoins de l’Etat, et pour procurer une aisance générale. Von « J. Faiguet de Villeneuve ». Amsterdam, Marc-Michel Rey, 1720 [sic, pour 1770]